# Callopistria argyrosticta
Callopistria argyrosticta är en fjärilsart som beskrevs av Butler 1881. Callopistria argyrosticta ingår i släktet Callopistria och familjen nattflyn. Inga underarter finns listade i Catalogue of Life.